# Lianella Carell
Lianella Carell (Roma, 6 de maig de 1927 – Roma, 22 de desembre de 2000) va ser una periodista, actriu i escriptora italiana.

## Biografia
Carell, una jove periodista i escriptora, treballava, entre altres coses, a la ràdio Rai a Roma, escrivint guions breus per a retransmissions culturals, assistint als artistes i al món de l'entreteniment de la capital. El 1948 va conèixer Vittorio de Sica per fer-li una entrevista, just quan el director buscava protagonista per El lladre de bicicletes. Immediatament després de realitzar una audició davant de la càmera, es dedica al paper de Maria: aquesta participació, completament convincent, la farà famosa en poc temps.
Posteriorment va participar en 16 pel·lícules, però en cap d'elles trobaria l'èxit de la primera pel·lícula, fins que, el 1958, abandonà definitivament el cinema com a actriu, continuant la seva professió com a escriptora i guionista. El 1956 va publicar la novel·la La pellicana. A Rai va continuar treballant fins a la dècada de 1990, cuidant de diversos programes, tant com a autora com a presentadora, va ser coautora dels textos de la majoria dels programes de televisió de Raffaella Carrà a la televisió Italiana. Va morir a Roma el 2000.

## Filmografia

### Actriu
- El lladre de bicicletes, dirigida per Vittorio De Sica (1948)
- Benvenuto reverendo!, dirigida per Aldo Fabrizi (1949)
- I falsari, dirigida per Franco Rossi (1951)
- Il Cristo proibito, dirigit per Curzio Malaparte (1950)
- Una donna ha ucciso, dirigida per Vittorio Cottafavi (1951)
- Ragazze da marito, dirigida per Eduardo De Filippo (1952)
- Processo contra ignoti, dirigit per Guido Brignone (1952)
- Cose da pazzi, dirigida per Georg Wilhelm Pabst (1954)
- Viva il cinema!, dirigida per Enzo Trapani (1953)
- Viva la rivista, dirigida per Enzo Trapani (1953)
- Desiderio 'e sole, dirigit per Giorgio Pàstina (1954)
- Lettera napoletana, dirigida per Giorgio Pàstina (1954)
- L'oro di Napoli, dirigida per Vittorio De Sica (1954)
- Una dona libera, dirigida per Vittorio Cottafavi (1954)
- Il piccolo vetraio, dirigit per Giorgio Capitani (1955)
- Pezzo, capopezzo e capitano, dirigida per Wolfgang Staudte (1958)
- Gli zitelloni, dirigida per Giorgio Bianchi (1958)

### Guionista
- Amore e guai ..., dirigida per Angelo Dorigo (1958)
- Io, io, io ... e gli altri, dirigida per Alessandro Blasetti (1965)
- Roma come Chicago, dirigida per Alberto De Martino (1968)
- Gli insaziabili, dirigida per Alberto De Martino (1969)
- Peccati in famiglia, dirigit per Bruno Gaburro (1974)